# Tanaka Yusuke (cầu thủ bóng đá, sinh tháng 4 năm 1986)
Tanaka Yūsuke (tiếng Nhật: 田中 裕介, sinh ngày 14 tháng 4 năm 1986 ở Hachiōji, Tokyo, Nhật Bản) là một cầu thủ bóng đá người Nhật Bản thi đấu cho Cerezo Osaka.

## Sự nghiệp
Ngày 11 tháng 1 năm 2015, Tanaka ký hợp đồng với đội bóng A-League Western Sydney Wanderers. Anh được giải phóng từ Wanderers ngày 6 tháng 6 năm 2015.
Tanaka thi đấu cho nhiều đội bóng tại J League, bao gồm Yokohama F. Marinos và Kawasaki Frontale.  Hiện tại anh thi đấu cho Cerezo Osaka.

- Tập tin:Tanaka Yūsuke.jpg
- Tập tin:Tanaka Yūsuke close-up.jpg

## J-League Firsts
- Appearance: 26 tháng 11 năm 2006. Yokohama F Marinos 0 vs 1 Ōita Trinita, Sân vận động bóng đá Nissan

## Thống kê sự nghiệp
Cập nhật đến ngày 23 tháng 2 năm 2016.
| Thành tích câu lạc bộ | Thành tích câu lạc bộ    | Thành tích câu lạc bộ | Giải vô địch | Giải vô địch | Cúp                   | Cúp                   | Cúp Liên đoàn | Cúp Liên đoàn | Châu lục | Châu lục  | Tổng cộng | Tổng cộng |
| Mùa giải              | Câu lạc bộ               | Giải vô địch          | Số trận      | Bàn thắng    | Số trận               | Bàn thắng             | Số trận       | Bàn thắng     | Số trận  | Bàn thắng | Số trận   | Bàn thắng |
| Nhật Bản              | Nhật Bản                 | Nhật Bản              | Giải vô địch | Giải vô địch | Cúp Hoàng đế Nhật Bản | Cúp Hoàng đế Nhật Bản | Cúp Liên đoàn | Cúp Liên đoàn | Châu Á   | Châu Á    | Tổng cộng | Tổng cộng |
| --------------------- | ------------------------ | --------------------- | ------------ | ------------ | --------------------- | --------------------- | ------------- | ------------- | -------- | --------- | --------- | --------- |
| 2005                  | Yokohama F. Marinos      | J.League Division 1   | 0            | 0            | 0                     | 0                     | 0             | 0             | 0        | 0         | 0         | 0         |
| 2006                  | Yokohama F. Marinos      | J.League Division 1   | 2            | 0            | 3                     | 0                     | 0             | 0             | -        | -         | 5         | 0         |
| 2007                  | Yokohama F. Marinos      | J.League Division 1   | 10           | 0            | 1                     | 1                     | 4             | 0             | -        | -         | 15        | 1         |
| 2008                  | Yokohama F. Marinos      | J.League Division 1   | 25           | 1            | 3                     | 0                     | 4             | 0             | -        | -         | 32        | 1         |
| 2009                  | Yokohama F. Marinos      | J.League Division 1   | 31           | 1            | 3                     | 1                     | 10            | 2             | -        | -         | 44        | 4         |
| 2010                  | Yokohama F. Marinos      | J.League Division 1   | 20           | 0            | 6                     | 0                     | 1             | 0             | -        | -         | 27        | 0         |
| 2011                  | Kawasaki Frontale        | J.League Division 1   | 30           | 2            | 3                     | 0                     | 4             | 0             | -        | -         | 37        | 2         |
| 2012                  | Kawasaki Frontale        | J.League Division 1   | 29           | 4            | 3                     | 0                     | 6             | 0             | -        | -         | 38        | 4         |
| 2013                  | Kawasaki Frontale        | J.League Division 1   | 31           | 1            | 2                     | 0                     | 9             | 0             | -        | -         | 42        | 1         |
| 2014                  | Kawasaki Frontale        | J.League Division 1   | 27           | 1            | 0                     | 0                     | 4             | 1             | 8        | 0         | 39        | 2         |
| Australia             | Australia                | Australia             | Giải vô địch | Giải vô địch | FFA Cup               | FFA Cup               | Finals Series | Finals Series | Châu Á   | Châu Á    | Tổng cộng | Tổng cộng |
| 2014–15               | Western Sydney Wanderers | A-League              | 10           | 0            | -                     | -                     | -             | -             | 5        | 0         | 15        | 0         |
| Nhật Bản              | Nhật Bản                 | Nhật Bản              | Giải vô địch | Giải vô địch | Cúp Hoàng đế Nhật Bản | Cúp Hoàng đế Nhật Bản | Cúp Liên đoàn | Cúp Liên đoàn | Châu Á   | Châu Á    | Tổng cộng | Tổng cộng |
| 2015                  | Cerezo Osaka             | J2 League             | 9            | 1            | 1                     | 0                     | –             | –             | –        | –         | 10        | 1         |
| Tổng cộng sự nghiệp   | Tổng cộng sự nghiệp      | Tổng cộng sự nghiệp   | 224          | 11           | 26                    | 2                     | 42            | 3             | 13       | 0         | 304       | 16        |